# Abakania
Abakania és un gènere extint de la classe dels trilobits. Va viure durant el període Botomià, una de les subdivisions del Cambrià, que va durar entre 524 i 518,5 milions d'anys.